# Калилу, Мохаммед
Мохаммед Драмани Калилу (англ. Mohammed Dramani Kalilu; 21 октября 1972) — ганский футболист, защитник. Бронзовый призёр летних Олимпийских игр 1992 года.

## Биография
Мохаммед Калилу родился 21 октября 1972 года.

### Клубная карьера
Начал профессиональную карьеру в 1991 году в клубе чемпионата Ганы — «Хартс оф Оук». По имеющийся информации, играл в этой команде до 1993 года.

### Карьера в сборной
Летом 1989 года принял участие в составе юношеской сборной Ганы до 17 лет в чемпионате мира в Шотландии. Гана заняла третье место в группе, уступив Бахрейну и Шотландии, обогнав при этом Кубу. Калилу принял участие во всех трёх играх своей команды.
В августе 1992 года главный тренер олимпийской сборной Ганы Сэм Ардай вызвал Мохаммеда на летние Олимпийские игры в Барселоне. В команде он получил 14 номер. В своей группе ганцы заняли первое место, обогнав Мексику, Австралию и Данию. В четвертьфинале Гана обыграла Парагвай (4:2), а в матче 1/2 финала уступила Испании (0:2). В матче за третье место ганцы смогли обыграть Австралию со счётом (1:0) и стали обладателями бронзовых наград. Калилу на турнире сыграл в двух матчах.

## Достижения
- Бронзовый призёр летних Олимпийских игр (1): 1992